# 3201 Sijthoff
Sijthoff (asteroide 3201) é um asteroide da cintura principal, a 2,0595614 UA. Possui uma excentricidade de 0,0879289 e um período orbital de 1 239,42 dias (3,39 anos).
Sijthoff tem uma velocidade orbital média de 19,82073381 km/s e uma inclinação de 2,98899º.
Este asteroide foi descoberto em 24 de Setembro de 1960 por PLS.